# Teluk Sungkai
Teluk Sungkai is een bestuurslaag in het regentschap Indragiri Hulu van de provincie Riau, Indonesië. Teluk Sungkai telt 1129 inwoners (volkstelling 2010).